# Twin Groves, Arkansas
Twin Groves là một thị trấn thuộc quận Faulkner, tiểu bang Arkansas, Hoa Kỳ. Năm 2010, dân số của thị trấn này là 335 người.

## Dân số
- Dân số năm 2000: 276 người.
- Dân số năm 2010: 335 người.